# Polifides
Segons la mitologia grega, Polifides (en grec antic Πολυφείδης), va ser un endeví, fill de Manci, i per tant, descendent de Melamp. Havia rebut d'Apol·lo el do de la profecia. L'Odissea diu que era "el millor endeví de la terra després de la mort d'Amfiarau".
Per desavinences amb el seu pare, s'establí a Acaia, on donava els seus oracles. Ferècides diu d'ell que va viure a Eleusis i es va casar allí. Se li atribueix la paternitat d'un noi, Teoclimen i d'una noia, Harmònides.
Eusebi de Cesarea ens transmet una tradició que diu que Polifides va ser el nom del vint-i-quatrè rei de Sició, i que regnava a la ciutat abans de la guerra de Troia. La mainadera de Menelau i Agamèmnon envià els dos nois a la seva cort per salvar-los de la persecució de Tiestes. Polifides els va confiar després al rei Eneu d'Etòlia. Si Polifides, tal com diu la crònica d'Eusebi, encara regnava quan els grecs van prendre la ciutat de Troia, se l'hi ha d'atribuir una longevitat extraordinària.